# Tyronza
Tyronza è un comune degli Stati Uniti d'America situata nello Stato dell'Arkansas, nella Contea di Poinsett.